# Rhypopteryx kamengo
Rhypopteryx kamengo är en fjärilsart som beskrevs av Collenette 1936. Rhypopteryx kamengo ingår i släktet Rhypopteryx och familjen tofsspinnare. Inga underarter finns listade.